# Подводные лодки типа «Вэнгард»
Подводные лодки типа «Вэнгард» (англ. Vanguard, рус. Авангард) — серия из четырёх британских атомных стратегических подводных лодок, построенных в 1990-х годах. В начале 1990-х пришли на смену четырём атомным подводным лодкам типа «Резолюшн» (Resolution) и являлись их дальнейшим развитием.

## История
Высокие боевые характеристики американской БРПЛ «Трайдент-1 С4» заинтересовали правительство Великобритании, перед которым стояла проблема модернизации ядерного арсенала — БРПЛ «Поларис» и их носителей ПЛАРБ проекта «Резолюшн», разработки середины 60-х годов, которые к середине 70-х годов уже не могли преодолевать рубежи советской противолодочной обороны в Норвежском и Баренцевом морях. А с появлением в ВМФ СССР ПЛАТ 2-3 поколений стало ясно, что даже увеличение дальности полета БРПЛ «Поларис» (4500 км) уже не сможет обеспечивать устойчивость ПЛАРБ «Резолюшн» даже в районах Северной Атлантики и Гренландского моря. Необходимо было отодвинуть районы боевого патрулирования подальше от советских берегов — в Ирландское море и Бискайский залив, хорошо прикрытые силами флота НАТО. Но так как на подводных лодках проекта «Резолюшн» не могли быть установлены новые ракеты «Трайдент-1» (по массогабаритным характеристикам), было принято решение о строительстве новых ракетоносцев. Одновременно со строительством новых лодок, как временная мера, было принято решение о модернизации на используемых субмаринах ракетных систем «Поларис А3T» на «Поларис А3TK».
15 октября 1980 года правительство Великобритании приняло решение о создании новых ПЛАРБ типа «Вэнгард». Также было принято окончательное решение о вооружении новых ПЛАРБ 16 ракетами «Trident-2 D5». На начальном этапе предполагалось создание новых ракетоносцев на основе существующих АПЛ «Трафальгар». Для этого ВМС Великобритании намеревались использовать опыт ВМС США по переоборудованию ПЛАРБ типа «Лафайет» под новые системы «Трайдент-1 С4», а также опыт постройки ПЛАРБ типа «Огайо». Опыт разработки подводных лодок типа «Огайо» был особенно важен из-за массогабаритных параметров новых ракет, которые заставляли увеличить диаметр корпуса сначала до 10, а позже и до 12,8 (как и у «Огайо») метров. Технологией изготовления подобных корпусов из высокопрочной стали в то время располагали только США. Однако уже в первой половине 1982 года было принято решение, из соображений экономии, разрабатывать новую лодку на основе старой лодки типа «Резолюшн» с учётом размещения на ней новых систем вооружения и воплощения конструктивных решений, направленных на повышение скрытности и обеспечения наиболее благоприятных условий работы гидроакустических средств. 11 марта 1982 года было подписано соглашение между правительствами США и Великобритании о продаже ракет «Trident-2 D5», а также чертежей и технологии постройки ракетного отсека на ПЛАРБ типа «Лафайет» под ракетную систему «Трайдент-1 C4» и 20 марта 1984 года Министерство Обороны Великобритании выдало заказ стоимостью 64 млн долларов отделению Electric Boat Div. компании General Dynamics на проектирование ракетных отсеков для подводной лодки под систему «Trident-2 D5». В феврале 1984 года стало известно, что с британской компанией Vickers Shipbuilding and Engineering Ltd. был заключен контракт на поставку 48 пусковых шахт под ракету «Trident-2 D5». Стоимость контракта составляла 61 млн долларов. Эти шахты должны были быть установлены на трех лодках типа «Вэнгард», начиная со второй лодки. Для головной ПЛАРБ типа «Вэнгард» пусковые шахты должны были быть изготовлены тем же отделением Electric Boat Div. Работы над шахтами начались с марта 1984 года и продлились до конца 80-х.
13 июня 1984 года Министр Обороны Великобритании заявил, что на июнь 1983 года стоимость программы создания новой лодки составила 13,35 млрд долларов, что значительно превышало расчеты в 11,5 млрд. Такой рост стоимости программы поставил вопрос об отказе от её реализации, однако правительство Великобритании приняло решение о дальнейшем финансировании, однако изменило при этом характер оперативного использования новых ПЛАРБ.

## Строительство
Для постройки лодок типа «Вэнгард» 2 ноября 1983 года Правительство Великобритании утвердило программу по расширению и модернизации верфи компании Vickers Shipbuilding and Engineering Ltd. в Барроу-ин-Фёрнесс. Основной целью являлось создание нового комплекса производства для реализации программы постройки ПЛАРБ «Вэнгард» и многоцелевых АПЛ типа «Трафальгар», а впоследствии и многоцелевых АПЛ типа «Астьют». Однако задержки с реализацией данной программы привели к тому, что первые четыре лодки типа «Трафальгар» были построены на старых мощностях компании Vickers Shipbuilding and Engineering Ltd.
Самой важной частью нового комплекса стал крытый эллинг длиной 260 и шириной 58 метров. В эллинге были расположены три стапельные линии с двумя позициями для сборки корпусов лодок на каждой из боковых линий, что позволило разместить одновременно четыре АПЛ на разных стадиях готовности. Высота эллинга такова, что позволяет строить в нём не только АПЛ, но также и эсминцы УРО.
Напротив ворот эллинга был расположен вертикальный судоподъёмник с платформой шириной 21,7 и длиной 161,8 метров. Его максимальная грузоподъёмность составляла 24300 тонн. Для подъёма (опускания) платформы с постоянной скоростью 0,2 м/мин используется 108 лебедок по 225 тонн каждая — по 54 с каждой стороны. Одна из стенок судоподъёмника одновременно является и составной частью пирса, а с другой стороны расположен достроечный бассейн. На платформе и достроечном бассейне действует 15-тонный портальный кран, перемещающимся вдоль пирса. Кроме того, над достроечным бассейном также находится ещё один 40-тонный кран. В достроечном бассейне могут одновременно строиться два корабля.
Производство было налажено следующим образом. Конструкции корпуса массой до 250 тонн на транспортерах поступали из сборочно-сварочного цеха к одним из ворот эллинга — противоположным от судоподъёмника. Двумя 150-тонными кранами конструкции подавались на одно из стапельных мест, где устанавливались на тележки (трансбордеры), перемещавшиеся вдоль эллинга по рельсовым путям. После установки механизмов и оборудования секции стыковались и сваривались между собой, в результате чего и формировался корпус подводной лодки. После полной сборки корпус перемещался по поперечным путям на центральное стапельное место, а затем на тех же тележках по продольным рельсам — на платформу судоподъёмника и затем спускался на воду.
Работы по модернизации верфи компании Vickers Shipbuilding and Engineering Ltd. были проведены в 1983—1987 годах. Организация строительных работ ПЛАРБ типа «Вэнгард» почти полностью повторяет технологические процессы на верфи отделения Electric Boat Div. компании General Dynamics в Гротоне при постройки ПЛАРБ типа «Огайо» и многоцелевых АПЛ типа «Лос-Анджелес» и «Сивулф».
Головную лодку заложили 3 сентября 1986 года. 4 мая 1992 года она была передана КВМФ для прохождения ходовых испытаний. 23 сентября 1993 года головная ПЛАРБ была введена в состав боеготовых кораблей. Одновременно была выведена из боевого состава старая ПЛАРБ HMS Revenge (S27). В январе 1995 года закончила испытания вторая субмарина этого типа HMS Victorious.

## Конструкция

### Корпус
ПЛАРБ типа «Вэнгард» является лодкой однокорпусной архитектуры. Прочный корпус сделан из высокопрочной американской стали HY-80/100. Он имеет форму цилиндра с торосферическими концевыми прочными переборками. Диаметр корпуса в районе ракетных шахт равен 12,8 метров. Вне прочного корпуса, в оконечностях корабля находится большая часть ЦГБ (Цистерн Главного Балласта). Они прикрыты легкими конструкциями хорошо обтекаемой формы. Одной из главных особенностей лодки (также как и на ПЛАРБ типа «Резолюшн») является ракетный банкет, который плавно сопрягается с носовой частью корпуса, а также схема расположения носовых горизонтальных рулей. Однако при этом их перенесли ближе к ограждению прочной рубки (по сравнению с «Резолюшн»). Это было сделано для обеспечения более благоприятных условий работы носовой конформной антенны. Наружные обводы корпуса были облицованы полиуретановым противогидролокационным покрытием, выполненным в форме плиток размером 305×305 мм и толщиной 100 мм.

### Силовая установка
По сравнению с ПЛАРБ типа «Резолюшн» были внесены существенные изменения в ГЭУ (Главную Энергетическую Установку). Изначально лодки вступали в строй с Водо-водяными ядерными реакторами PWR-2, работающими на оружейном уране. В них была загружена АЗ (Активная Зона) называемая Core Z, которая должна была меняться каждые шесть лет. Однако в процессе первого капитального ремонта во всех лодках типа «Вэнгард» АЗ Core Z должна быть заменена на АЗ Core H2, которая позволяет увеличить кампанию реактора PWR-2 до 25 лет. Это позволяет использовать корабль без перезарядки в течение всего жизненного цикла. В ПТУ (Паротурбинной Установке), мощностью 27500 лошадиных сил, использовали два, а не четыре как на «Резолюшн», двухпроточных главных конденсатора (один для ГТЗА (Главный Турбозубчатый Агрегат), второй — для обоих АТГ (Автономных Турбогенераторов)). Их циркуляционные насосы были размещены прямо в водяной камере теплообменников. ПТУ вместе со всеми механизмами и оборудованием была размещена на общей амортизационной платформе. Вместо традиционного малошумного ВФШ (Винта Фиксированного Шага) корабль был оснащен движителем типа Pump-Jet, который представлял собой два винта соосного вращения, заключенных в общую направляющую насадку. На случай отказа главной энергетической установки предусмотрены два дизель-генератора мощностью 2700 лошадиных сил.
На корабле были установлены две ВДРК (Выдвижных Движительно-Рулевых Колонки), выгородки которых вместе с приводами находятся в проницаемых оконечностях.

### Прочее оборудование
- Сонар: Marconi/Plessey Type 2054 имеет три антенны с разными частотами действия; буксируемый низкочастотный сонар (тип 2046), встроенный в корпус сонар (тип 2043) выполняет как пассивный, так и активный поиск.
- Локатор/радар: 1 Kelvin Hughes Type 1007, 1 Dowly Sema SMCS.
- Системы управления огнём: 1 Dowty tactical control system SAFS 3 FCS.
- Средства противодействия: 2 x SSE Mk 10 Launchers for Type 2066 and 2071 decoys ESM; Racal[англ.] UAP 3.
- Перископ: поисковый СК51 и боевой СН91, изготовленные компанией «Thales Optronics», снабжены видеокамерами и тепловизорами.

В декабре 2008 года завершено оснащение лодок боевыми информационно-управляющими системами «Submarine Command System Next Generation» (SMCS NG). Основой SMCS NG являются многофункциональные компьютерные терминалы с особой операционной системой, базирующейся на Windows XP, что по прогнозам сократит расходы на обслуживание бортовых систем более чем на 2 миллиона фунтов стерлингов в год.

### Размещение экипажа
Штатный экипаж подлодки класса «Вэнгард» состоит из 135 человек. Для личного состава оборудованы кают-компании, объединяющие в себе столовую, актовый зал и комнаты отдыха. Члены экипажа могут совместно со службой улучшать своё образование, для чего на лодке имеется большая библиотека. Отличительной чертой АПЛ класса «Вэнгард» является предоставление членам экипажа максимально возможного комфорта, благодаря которому легче переносятся длительные (до 3 месяцев) походы в Северной Атлантике и Норвежском море.

## Вооружение
Теоретически четыре ПЛАРБ типа «Вэнгард» могут нести 64 БРПЛ «Trident-2 D5», каждая из которых могла быть оснащена четырнадцатью боевыми блоками по 100 кТ каждая, однако из соображений экономии Управлением закупок Министерства Обороны Великобритании было закуплено только 58 ракет, что позволило обеспечить полным боекомплектом только три корабля. Это полностью соответствовало намерениям Министерства Обороны иметь только одну лодку из четырёх на боевом патрулировании, озвученным в ноябре 1993 года. Кроме того, в соответствии с пересмотром стратегической обороны от 2010 года на лодке должно было находиться только 40 боевых блоков и 8 ракет вместо 16, что составляет не более 120 боеголовок на три лодки из суммарно 180 боеголовок британского ядерного арсенала. Также готовность к запуску должна была быть снижена с «минут» до «дней».
Такое использование лодок вызвало предложение использовать свободные шахты для оборудования крылатыми ракетами (КР) «Томагавк». Предполагается, что размещение КР будет проведено так же, как оно было проведено на переоборудованных ПЛАРК типа «Огайо». Однако пока это предложение не было реализовано из-за отсутствия финансирования. Более того, в конце 2000-х в СМИ стала активно муссироваться тема о выводе одной из лодок типа «Вэнгард» из МСЯС страны и переоборудовании её в многоцелевую АПЛ.
По состоянию на январь 2008 года ВМС Великобритании располагали 50 ракетами «Trident-2 D5». В 2018 году планируется начать модернизацию этих ракет по программе LEP (Life Extension Programm) для продления сроков службы до 2040-х годов.
Шестнадцать баллистических ракет «Trident-2 D5» производства американской компании «Lockheed Martin Missiles and Space» установлены в 16 пусковых шахт Mk14. Пусковые шахты, являющиеся частью прочного корпуса, обеспечивают надёжное хранение, техническое обслуживание и защиту от перегрузок и внешних воздействий окружающей среды. Сверху корпус закрыт куполообразной надстройкой, предохраняющей шахту от попадания забортной воды при открывании крышки. Выход ракеты весом 57,5 тонн на поверхность воды обеспечивается парогазовой смесью. Запуск ракеты возможен с глубины до 30 метров; после неуправляемого движения в толще воды ракета по сигналу датчика ускорений включает маршевый двигатель первой ступени. Крышка пусковой шахты автоматически закрывается, а попавшая в пусковой стакан вода сливается в специальную заместительную цистерну.
Инерциальная система управления Mark 6, использующая ориентацию по звездам, управляя ракетой, не позволяет ей отклоняться от намеченной цели более чем на 120 метров. Система управления ракетной стрельбой позволяет проводить перенацеливание ракет, находящихся в пусковых установках, на вновь назначенные цели как на заранее подготовленную программу полета, так и на непосредственно рассчитываемую на борту лодки по переданным координатам целей. Для этого имеется возможность использовать две основные ЭВМ и сеть периферийных малогабаритных вычислительных машин. Пульт управления ракетной стрельбой установлен в центральном командном посту. Английские ракеты «Trident-2 D5» отличаются от установленных на американских лодках типа «Огайо». Они могут нести восемь боевых блоков британской разработки изменяемой мощностью 0-150 кт каждый и почти на 50 см длиннее. Все ракеты взяты в аренду у США и проходят регулярное обслуживание на военно-морской базе Кингс-бей (Джорджия).
В носовом торпедном отсеке находятся четыре 533-мм шахты предназначенные для пуска торпед «Тайгерфиш» (Tigerfish) и «Спирфиш» (Spearfish torpedo), изготавливаемых компанией «BAE Systems».
«Тайгерфиш» является управляемой по проводам торпедой с боеголовкой массой 134 кг, радиус действия при активном наведении составляет 13 км, а при пассивном — 29 км.
Максимальная боевая длина хода «Спирфиш» достигает 65 километров, это самая скоростная западная торпеда (более 70 узлов).

## Базирование
Все четыре лодки входят в состав 1-го дивизиона подводных лодок королевской военно-морской базы Клайд, расположенной в городе Фаслэйн (Faslane, Шотландия).

## Представители
Атомные подводные лодки с баллистическими ракетами тип «Vanguard»:
| № п/п | Бортовой номер | Наименование   | Закладка   | Спуск на воду | Передача ВМФ | Статус  |
| ----- | -------------- | -------------- | ---------- | ------------- | ------------ | ------- |
| 1     | S28            | HMS Vanguard   | 03.09.1986 | 04.03.1992    | 14.08.1993   | В строю |
| 2     | S29            | HMS Victorious | 03.12.1987 | 29.09.1993    | 07.01.1995   | В строю |
| 3     | S30            | HMS Vigilant   | 16.02.1991 | 14.10.1995    | 02.11.1996   | В строю |
| 4     | S31            | HMS Vengeance  | 01.02.1993 | 19.09.1998    | 27.11.1999   | В строю |

В начале февраля 2009 года подлодка HMS Vanguard столкнулась в Атлантическом океане с французской субмариной «Триумфан».
В июле 2012 года была закончена модернизация АПЛ HMS Vigilant, включавшая перезагрузку ядерного реактора, и стоившая более £300 миллионов.

### Пожар на борту АПЛ «Викториус»
7 ноября 2022 года Министерство обороны Великобритании подтвердило информацию о пожаре на борту атомной подводной лодки «Викториус» (S29) Королевского флота, произошедшем около шести недель ранее.
В момент возгорания субмарина, оснащенная межконтинентальными баллистическими ракетами «Трайдент II», выполняла сверхсекретную миссию в Северной Атлантике, на борту корабля находилось более 130 членов экипажа.
Подводная лодка была вынуждена всплыть из-за скопившихся внутри ядовитых газов и была отбуксирована на базу «Клайд» в Шотландии для проведения ремонтных работ.

### В культуре
Действие телесериала BBC 2021 года «Дежурство» (англ. Vigil) разворачивается на борту вымышленной подводной лодки класса «Вэнгард» под названием HMS Vigil.

## Сравнительная оценка
|                                         | 941 «Акула»     | «Огайо»         | 667БДРМ «Дельфин» | «Вэнгард»       | «Триумфан»      | 955 «Борей»      |
| --------------------------------------- | --------------- | --------------- | ----------------- | --------------- | --------------- | ---------------- |
| Внешний вид                             |                 |                 |                   |                 |                 |                  |
| Годы постройки                          | 1976—1989       | 1976—1997       | 1981—1992         | 1986—2001       | 1989—2009       | 1996—2031 (план) |
| Годы службы                             | 1981—2013       | 1981—н.в.       | 1984—н.в.         | 1993—н.в.       | 1997—н.в.       | 2013—н.в.        |
| Построено                               | 6               | 18              | 7                 | 4               | 4               | 8                |
| Водоизмещение (т) надводное / подводное | 23 200 / 48 000 | 16 746 / 18 750 | 11 740 / 18 200   | 15 130 / 15 900 | 12 640 / 14 335 | 14 720 / 24 000  |
| Число ракет                             | 20 Р-39         | 24 Трайдент II  | 16 Р-29РМУ2       | 16 Трайдент II  | 16 М51.2        | 16 «Булава»      |
| Забрасываемый вес (кг)                  | 2550            | 2800 — ?        | 2800 — ?          | 2800 — ?        | ?               | 1150             |
| дальность (км)                          | 9300            | 7400 — 11300    | 8300 — 11547      | 7400 — 11300    | 10000           | 9300             |

## Современное состояние
В настоящее время все ПЛАРБ типа «Вэнгард» входят в состав КВМФ. Постоянно одна из них несёт боевое дежурство в Атлантическом океане. Срок автономности при несении боевого дежурства — около 12 недель.
В целом, с самого начала эксплуатации подводных лодок типа «Вэнгард», одним из решающих факторов была стоимость программы. Одним из решений было сокращение общего количества экипажей. При постройке первых двух ПЛАРБ — Vanguard(S28) и Victorious(S29) было сформировано по два экипажа на каждую лодку. Для двух других кораблей был сформирован всего один экипаж. Таким образом, с 1998 года и по настоящее время их всего пять. Эти пять экипажей служат попеременно на трех лодках, находящихся в оперативной готовности.
На данный момент (после снятия с вооружения в апреле 1998 года авиационных бомб WE177) ПЛАРБ типа «Вэнгард» являются единственными носителями ядерного оружия Великобритании.
Правительство Великобритании представило на утверждение в парламент законопроект, предусматривающий замену находящихся в составе флота ракетоносцев типа «Вэнгард» субмаринами нового поколения. Строительство новых лодок начнется в 2020-х годах, когда построенные в конце прошлого — начале нынешнего века субмарины будут выведены из состава ВМС. Для лодок следующего поколения потребуется разработать и новую ракетную систему взамен действующего комплекса «Trident II D5» разработки 70-80-х годов XX века. Стоимость обновления стратегического ядерного арсенала Великобритании составит не менее 30 миллиардов фунтов стерлингов (свыше 50 миллиардов долларов). С целью сокращения расходов, состав ядерных сил планируется уменьшить на 20 %.
Вместо четырёх ракетоносцев, каждый из которых несет по 16 ракет, в состав флота будут введены три субмарины.
Используемые на ракетоносцах типа «Вэнгард» гидроакустические комплексы модели 2054 быстро устаревают. Lockheed Martin намерен модернизировать комплексы по технологии Acoustic Rapid Commercial-off-the-shelf Insertion (ARCI), применяемой в гидроакустическом оборудовании ВМС США с 1998 года. Модернизированные комплексы будут построены по принципу «открытой архитектуры», что надолго решит проблему их возможного старения, так как дальнейшую модернизацию в этом случае можно будет проводить путём простой замены электронных блоков. Работы на всех четырёх находящихся в строю ракетоносцах типа «Вэнгард» займут семь лет. 70 процентов работ будут выполнены на территории Великобритании.

## Комментарии
1. ↑  Британские военные установили на подводные лодки Windows for Submarines. Дата обращения: 21 декабря 2008. Архивировано 30 сентября 2020 года.
2. ↑  Securing Britain in an Age of Uncertainty: The Strategic Defence and Security Review. HM Government (19 октября 2010). Дата обращения: 19 октября 2010. Архивировано из оригинала 22 декабря 2010 года.
3. ↑  Britain’s Nuclear Weapons. The Current British Arsenal
4. ↑  Сможет ли отечественный флот ответить на вызов американцев Архивная копия от 6 апреля 2019 на Wayback Machine // НВО НГ
5. ↑  В Атлантике столкнулись атомные подлодки. Дата обращения: 16 февраля 2009. Архивировано 18 февраля 2009 года.
6. 1 2  Jerome Starkey. Nuclear-armed Navy submarine aborted top secret mission due to life-or-death fire beneath the waves (англ.). The Sun (6 ноября 2022). Дата обращения: 5 февраля 2023. Архивировано 5 февраля 2023 года.
7. 1 2 3  Mark Nicol. Top secret operation is aborted after fire breaks out on nuclear sub as it heads for overseas base (англ.). Daily Mail (8 ноября 2022). Дата обращения: 5 февраля 2023. Архивировано 5 февраля 2023 года.
8. ↑  Dominic Nicholls. Royal Navy nuclear-armed submarine forced to abort mission after catching fire (англ.). The Telegraph (7 ноября 2022). Дата обращения: 5 февраля 2023. Архивировано 18 ноября 2022 года.